# Dolichurus turanicus
Dolichurus turanicus är en  stekelart som beskrevs av Gussakovskij 1952. Dolichurus turanicus ingår i släktet Dolichurus och familjen Ampulicidae. Inga underarter finns listade i Catalogue of Life.